# Une défense canon
Une défense canon (Best Defense dans la version originale) est un film américain de Willard Huyck sorti en salles en 1984 aux États-Unis.

## Synopsis
Un ingénieur particulièrement incompétent met au point un tout nouveau système de guidage des chars d'assaut, convoité par des espions étrangers et le FBI.

## Fiche technique
- Titre original : Best Defense (États-Unis), Best Defence (Royaume-Uni)
- Titre français : Une défense canon
- Réalisation : Willard Huyck
- Scénario : Gloria Katz
- Musique : Patrick Williams
- Photographie : Donald Peterman
- Montage : Sidney Wolinsky
- Production : Gloria Katz
- Société de production et distribution : Paramount Pictures
- Budget : 18 millions de dollars
- Genre : Comédie
- Année : 1984
- Pays :  États-Unis
- Durée : 94 minutes
- Dates de sortie en salles : 
  - 20 juin 1984 (États-Unis)
  - 14 août 1985 (France)

## Distribution
- Dudley Moore (VF : Erik Colin) : Wylie Cooper
- Eddie Murphy (VF : Med Hondo) : Lieutenant T.M. Landry
- Kate Capshaw (VF : Anne Jolivet) : Laura Cooper
- George Dzundza (VF : Jacques Ferrière) : Steve Loparino
- Helen Shaver (VF : Perrette Pradier) : Clair Lewis
- Mark Arnott (VF : Chris Bénard) : Harvey Brank
- Peter Michael Goetz (VF : Jacques Thébault) : Frank Joyner
- Tom Noonan (VF : Daniel Brémont) : Frank Holtzman
- David Rasche (VF : Patrick Poivey) : Jeff  l'agent de KGB[réf. nécessaire]
- Paul Comi (VF : Yves Barsacq) : Le Chef de l'agence
- Michael Scalera (VF : Jackie Berger) : Morgan Cooper
- Darryl Henriques (en) : Col. Zayas, San Salvador
- Joel Polis (VF : Daniel Russo) : First Agent
- John A. Zee : Col. McGuinn
- Matthew Laurance : Ali, Landry's Tank Crew
- Christopher Maher : Sayyid, Landry's Tank Crew
- Eugene Dynarski: Gil